# Kotýli (Xánthi)
Kotýli, en grec moderne : Κοτύλη, est un village et un ancien dème de Macédoine-Orientale-et-Thrace, en Grèce. En 2010, il est fusionné dans celui de Mýki.
Selon le recensement de 2011, la population du dème compte 2 158 habitants tandis que celle du village s'élève à 429 habitants.